# 北京飯店
39°54′28″N 116°24′14″E / 39.907745°N 116.403987°E
北京市北京饭店，通称北京饭店（Beijing Hotel），位于中國北京市东城区东长安街33号，是首旅集团旗下的五星级酒店，也是全民所有制企业。

## 历史
清朝光绪二十六年（1900年）庚子事变，八国联军占领北京，在东城驻扎各国兵营。围绕兵营，各国商人开设的酒店、饭店、妓院应运而生。1900年冬，法国人傍扎（Banza）、白来地（Peiladi）在崇文门内大街东面、苏州胡同以南开设了一家三间铺面的小酒馆，供应红、白葡萄酒和煎猪排、煎鸡蛋之类的酒菜:128。1901年迁至后来的东单菜市场所在地西侧，始用“北京饭店”的名称，由傍扎和意大利人贝朗特（Beurande）经营。该饭店前院为三合院，北上房为大餐厅，西厢房为客厅，东厢房为酒馆，后院有二十余间客房。光绪二十九年（1903年），饭店迁至东长安街，兴建五层楼房。光绪三十三年（1907年），由中法实业银行出资收购，改成有限公司，董事长是法国人罗非（Raphille），经理是法国人麦义（Maille）。1917年，中法实业银行出资再度扩充饭店，向西发展。在清朝理藩院旧址上兴建了保留至今的这座七层楼，由Brossard Mopin & Cie设计，是当时北京最高的建筑。1940年，中法实业银行出售北京饭店股票，大部分股票被日本人购买，董事长乃由日本人楢橋渡担任。抗日战争时期日本占领北平期间，北京饭店改为日本俱乐部。1945年日本投降后，北平市长熊斌接收了北京饭店的日本股权。以后因市长更换，北京饭店也不断转手。

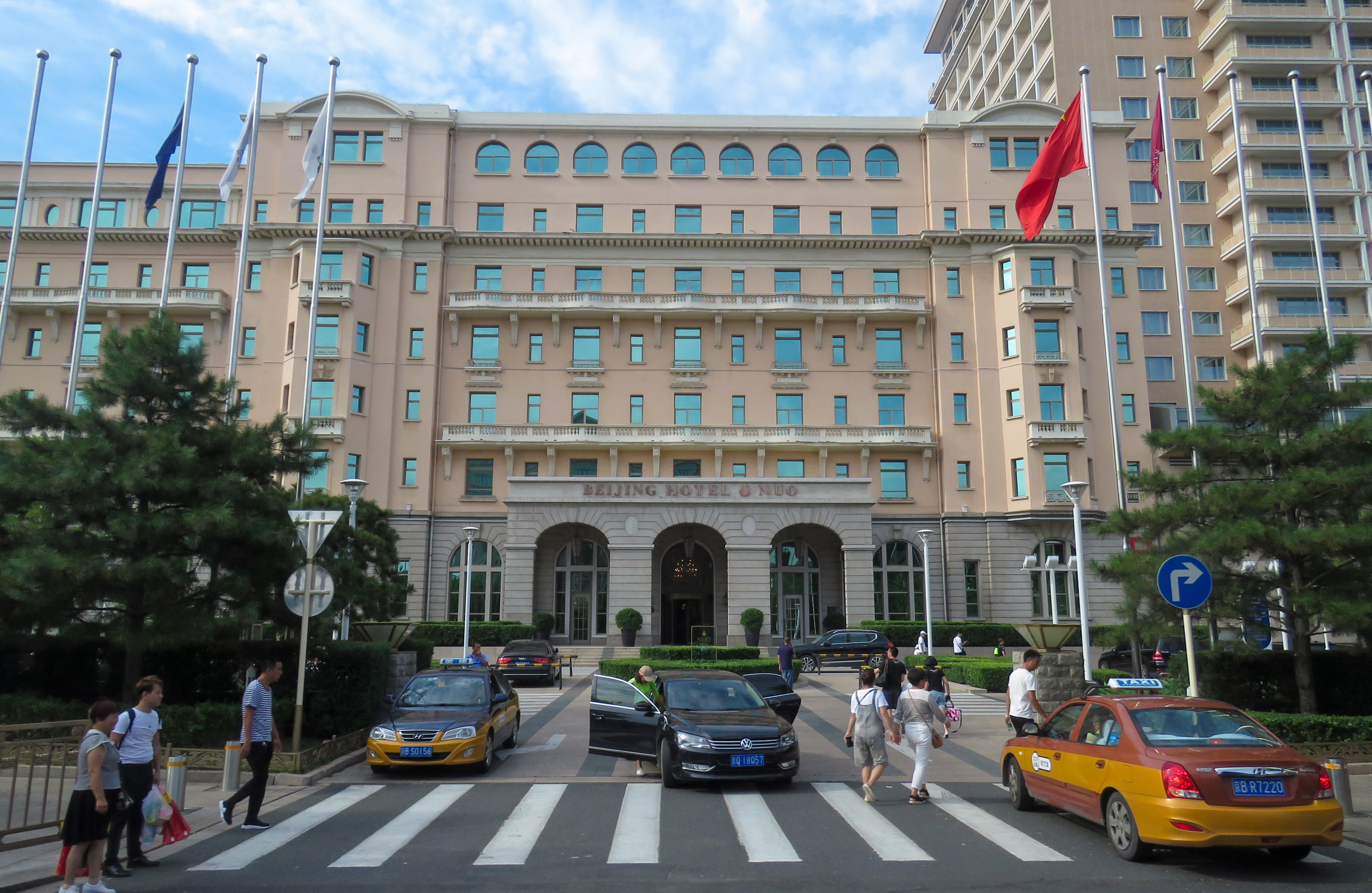
北京饭店B座

1925年1月，孙中山北上促进国民会议，住在北京饭店5045房间。冯玉祥、宋庆龄、张学良、李宗仁、周恩来、萧伯纳等人都曾下榻北京饭店。1946年国共谈判时期，军事调处执行部的第二招待所就设在北京饭店，中共方代表团住二、三层，美国代表团住四、五层，国民党代表团住六、七层，不少谈判都在此举行。
从1900年起，北京饭店内摆放一架奥地利貝森朵夫钢琴，是现存最古老的貝森朵夫钢琴之一，如今摆放在北京饭店东楼大厅中央。

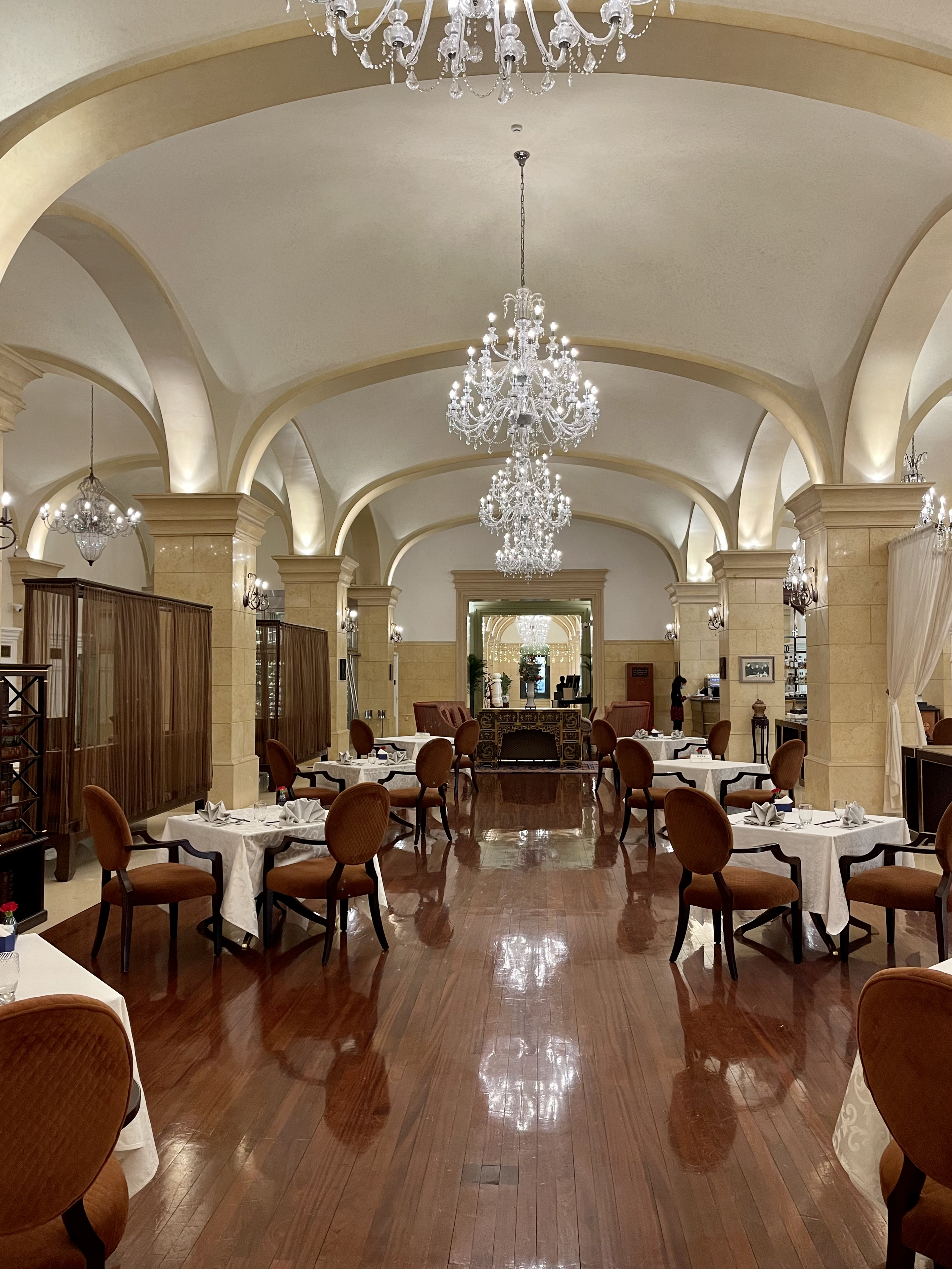
北京饭店B座1层餐厅内景

1949年10月1日，中华人民共和国开国大典结束后，新成立的中央人民政府在北京饭店举行了有600多位宾客参加的中华人民共和国第一次国庆招待会，这是该饭店首次承担此类重大宴会任务，当时擅长西餐特别是法餐的该饭店尚不会做中餐，此次招待会的9名擅长淮扬菜的大厨是自北京玉华台饭庄临时请来。1958年，公私合营后的谭家菜门可罗雀，在周恩来保护下，谭家菜班底被调入北京饭店，当时北京饭店已云集川菜、粤菜、淮扬菜等菜系的名厨，谭家菜的引入使四大名菜系齐聚该饭店。1972年美国总统尼克松携夫人访华，抵达北京次日，尼克松夫人便特地到北京饭店参观饭店的后厨，还在后厨吃饭。
中华人民共和国成立后，北京饭店曾长期隶属于国务院机关事务管理局，成为国务活动和外事接待的重要场所，党和国家领导人常在此招待国际友人和宾客。毛泽东、法国戴高乐、英国蒙哥马利元帅等都曾下榻北京饭店。1954年和1974年，在周恩来关怀下，北京饭店两次扩建，先后建起了西侧大楼（即今C座、D座）和新东楼（即今A座）。中华人民共和国时期北京饭店首任总经理是王靭。
北京饭店理发室在2010年代位于A座和B座中间的二层。20世纪初北京饭店便请意大利理发师尼格为外国客人理发，这是北京最早的西式理发。中华民国时期，饭店还有位理发师“剃头李”很受大总统曹锟青睐。日本占领北平时期，三位日本理发师在饭店专设理发室，并购置3把理发椅，首次用上电吹风和电烫发。后理发师王殿奎也来该理发室。王殿奎去世后，其弟王殿臣接班。抗战胜利后，三位日本理发师离开，1945年理发室仅剩王殿臣一人。到1949年之前又招聘多人，王殿臣任理发室领班。中华人民共和国成立后，周恩来指示政务院秘书长习仲勋从全国各地抽调优秀厨师和理发师到北京饭店。1974年东楼建成营业时，北京市又从几处理发馆调进几位理发师到北京饭店。理发室曾为毛泽东、周恩来、邓小平、华国锋、彭真、王震、徐向前、聂荣臻、邓颖超、蔡畅、宋庆龄、胡志明、西哈努克、金日成、撒切尔夫人、尼克松、老布什、基辛格、赫鲁晓夫、伏罗希洛夫、田中角荣、大平正芳等服务。北京饭店理发室的负责人张长喆还研究出一套按摩推拿术，1980年代初曾给住在东楼的刘海粟按摩，两次便治好了头痛，刘海粟亲书条幅“妙手回春”。
1966年文革爆发后，红卫兵在“破四旧”中提出要将人民大会堂等处的艺术品当做“四旧”通通砸烂。为顺应形势并保护这些艺术品，1966年9月至1969年初，国务院机关事务管理局的杨亚人遵照周恩来及该局领导指示，负责“红色革命化”（简称“红化”）布置北京饭店、人民大会堂、中南海几个大门（不包括新华门）、紫光阁、西花厅和宋庆龄住地等。当时北京饭店内几乎所有公共空间都有不少文物陈列品及齐白石、徐悲鸿、潘天寿、傅抱石、陈半丁、于非闇、李可染等近代书画家作品，还有明清时期袁江、袁耀等人的作品。杨亚人按照周恩来“一切等到运动后期处理”的指示，让北京饭店的郭文富（当时负责北京饭店的“红化”工作）转告有关领导，必须先将撤换下来的所谓“四旧”物品登记造册并妥善保管。此后，北京饭店特地请人画了几张现代题材的人物画，挂在显著位置。西楼前厅东西服务台墙上挂两幅画：一幅是身着各族服装的中国人手拿毛主席语录欢呼，另一幅是不同肤色的外国人手拿毛主席语录在摇动。第二幅被周恩来见到后否定，认为“外国人看了会产生强加于人的感觉”，这两幅乃同时撤下。中楼东南角一间餐厅挂有一幅《无产阶级司令部》的画，画中有林彪、周恩来、康生、陈伯达、江青五人，周恩来一见便说：“哪里来的无产阶级司令部？我怎么能和林副主席画在一起？快取下来！”此后不过一年便先后发生庐山会议揪出陈伯达、林彪九一三事件。另外，郭沫若奉周恩来指示，曾特别为饭店书写多幅书法作品张挂，其中包括毛主席诗词《沁园春·雪》和《满江红·和郭沫若同志》这两幅大尺寸作品。
1966年8月中共八届十一中全会在北京饭店一散会，被指责为执行资产阶级反动路线的工作组从各单位一撤，北京市就陷入混乱。北京饭店也开始乱，店、科领导多被打成“黑帮”，工作处于无政府状态。周恩来责成新北京市委解决北京饭店问题，新市委提出请解放军派人来管饭店。1966年8月25日深夜，北京军区政治部主任吴岱将军区师以上干部政治理论集训班主任宋新民、军区检察院副检察长阎广发叫到家里，说杨勇司令员来电话传达周恩来指示，要军区立即派一名党委书记、一名经理到北京饭店工作，吴岱指定宋新民为党委书记，指定阎广发为经理。当时北京饭店对立的两派群众组织分别是“八一八”红卫兵和“东方红”革命造反兵团，冲突不断。周恩来要求饭店采取措施，切断饭店职工与社会上造反组织的联系。1967年1月上海“一月风暴”后，“夺走资派的权”成为时髦。1月18日深夜，宋新民得知本店“ 八一八”红卫兵有人到人民大会堂参加了首都各界造反派联合召开的夺权大会，会上决定全市夺权行动天亮即开始。不久“八一八”红卫兵便着手夺权，遭“东方红”革命造反兵团反制。宋新民折中表态称夺权是错误的，但“八一八”红卫兵是革命的群众组织。双方对此都不满意，从20日到22日下午展开大辩论，22日晚6点多，周恩来进了西楼宴会厅，在贵宾休息室召集各派头头，用一个多小时听取各派发言，最后指示北京饭店不能夺权，立即停止夺权辩论，外单位的人立即退出饭店，饭店因有外事接待任务不能乱。
此后饭店的正常秩序仍未恢复，宋新民致信周恩来提出对饭店实行军管。不到十天，周恩来见到宋新民说：“你的信看到了，我不会让他们闹下去的。”2月20日晚7点，宋新民参加了研究北京饭店军管问题的会议。周恩来的秘书将通告的内容念了一遍，大家一致拥护。中央警卫团政委、中共中央办公厅副主任杨德中建议仍由宋新民等调到饭店的原军队干部再把军装穿起来执行军管任务，但宋新民坚持另派几个人来。最后确定新党委的宋新民等人不动，由北京卫戍区再派人来组织军管会，对饭店实行双重领导。

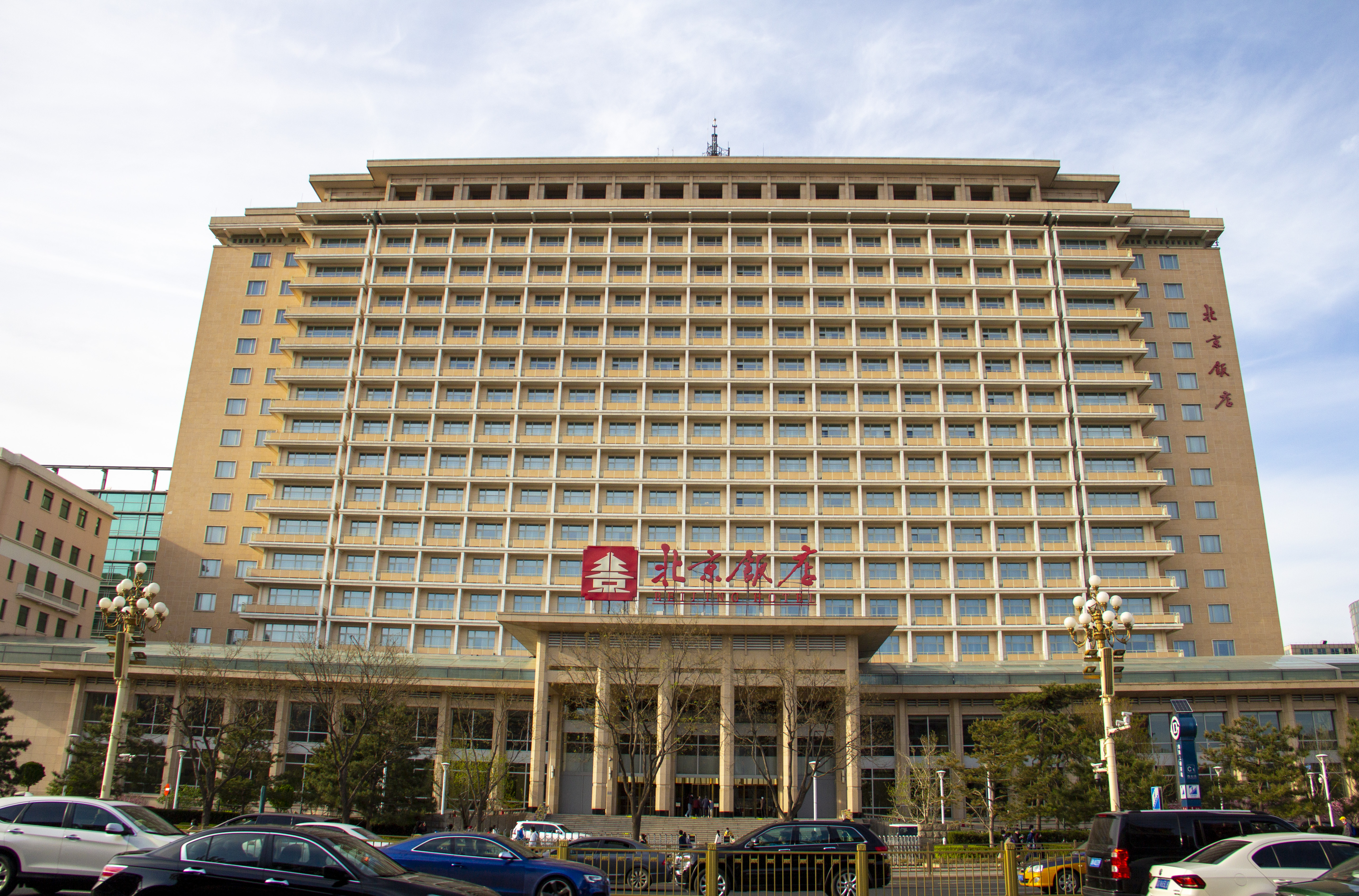
北京饭店A座

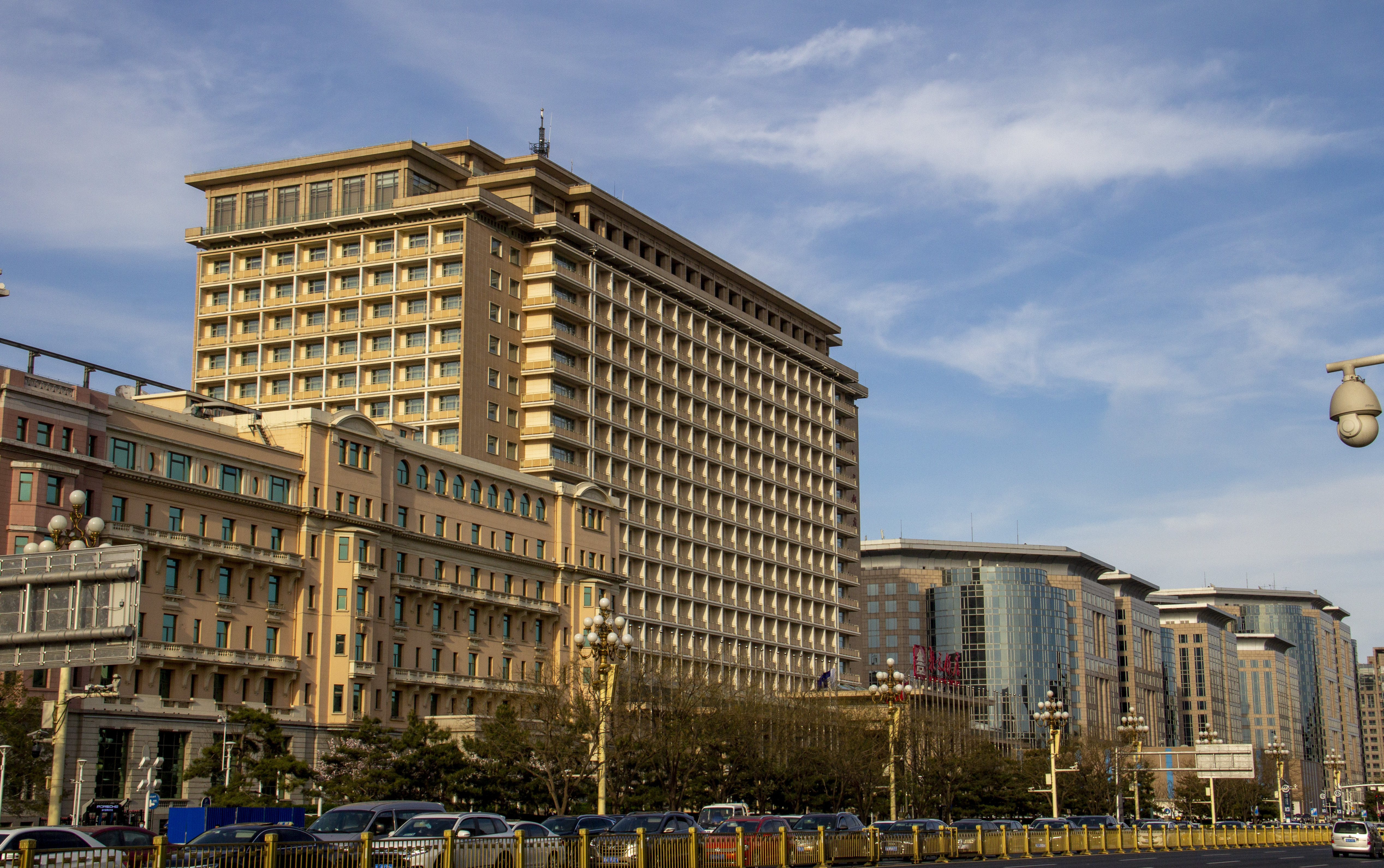
北京饭店 西侧

1972年5月，周恩来到饭店理发，宋新民提出拆掉饭店最老的五层楼房及和其东侧建于北洋时代的京汉铁路局大楼（后为铁道部旧楼）建一座新大楼的建议，周恩来表态支持。宋新民立刻将该谈话通过简报向中共北京市委反映。分管城建工作的万里迅即召集规划局、建筑设计院研究，组织了张镈、戴念慈等设计专家设计。设计定型后，北京市革命委员会向中央写出建造北京饭店新大楼的报告。1972年11月，批复件回到北京市。此即北京饭店东楼。周恩来要求原有350至370间客房的北京饭店在扩建后达到1000间以上，能同时容纳2000人。张镈的原设计方案建筑高度仅约50米，国务院副总理李先念认为太低，张镈便做了个100.25米高的方案。但1973年春开工后，因楼层过高威胁中南海而被周恩来叫停。同年10月29日，中央警卫团政委杨德中在北京饭店召集万里、赵鹏飞、张镈等人开会解决该问题，当时在东楼15层地板面已可望见中南海毛泽东的书斋。午后传来周恩来指示：建筑必须终止在15标准层。午夜24点，周恩来在人民大会堂西大厅召见万里、赵鹏飞、张镈，周恩来指出从第10层便可看见中南海新华门至瀛台，只有瀛台至北海大桥之间被端门和午门挡住，他要求10层以上的房间作其他用途，不对外，向西的门窗要遮起来。因工程在14层截止，周恩来建议将楼顶的设计改为小斜坡顶。11月4日，周恩来视察西华门城楼、新东楼施工现场。随后在西华门兴建了屏风楼遮挡从东楼到中南海的视线。1974年夏季东楼建成。在开业前的一个月，董必武、邓小平、叶剑英、聂荣臻、李先念等领导都先后来参观。抱病的周恩来直到1975年5月才来到东楼，在17层阳台上眺望北京市容。
1973年，东楼快建成时，为布置东楼的厅堂、房间需要很多绘画。北京饭店党委先后邀请画家李苦禅、黄永玉、黄胄、阿老等来北京饭店创作。当时社会上刮起反资产阶级文艺黑线回潮风，这批在饭店作画的知名画家引起了“反回潮”者的注意。他们首先指责1972年古元、陶一清、黄润华为北京饭店创作的《红日照延安》大画，有些美术家因此对新画也不放心，便建议找国务院文化组的美术组的人来看。美术组派了个人来将画成的画看了一遍。不久，美术组来借饭店的新画，说要在美术馆展览。经宋新民同意后，美术组将画拿去，不用色彩鲜艳的花鸟画，也不用人物画，专挑墨色重的山水画，说是诬蔑社会主义中国穷山恶水、暗淡无光；还将黄胄的沙漠骆驼画《任重道远》说成是影射中国人民现在仍苦难深重；将宗其香画的三只老虎说成是三虎为彪，是歌颂林彪；将黄永玉画的睁一只眼闭一只眼的猫头鹰说成是攻击伟大领袖毛主席。他们将这些画挂在中国美术馆西厅，加上长篇前言，发动和组织人们观看和批判。这就是“批黑画”事件。

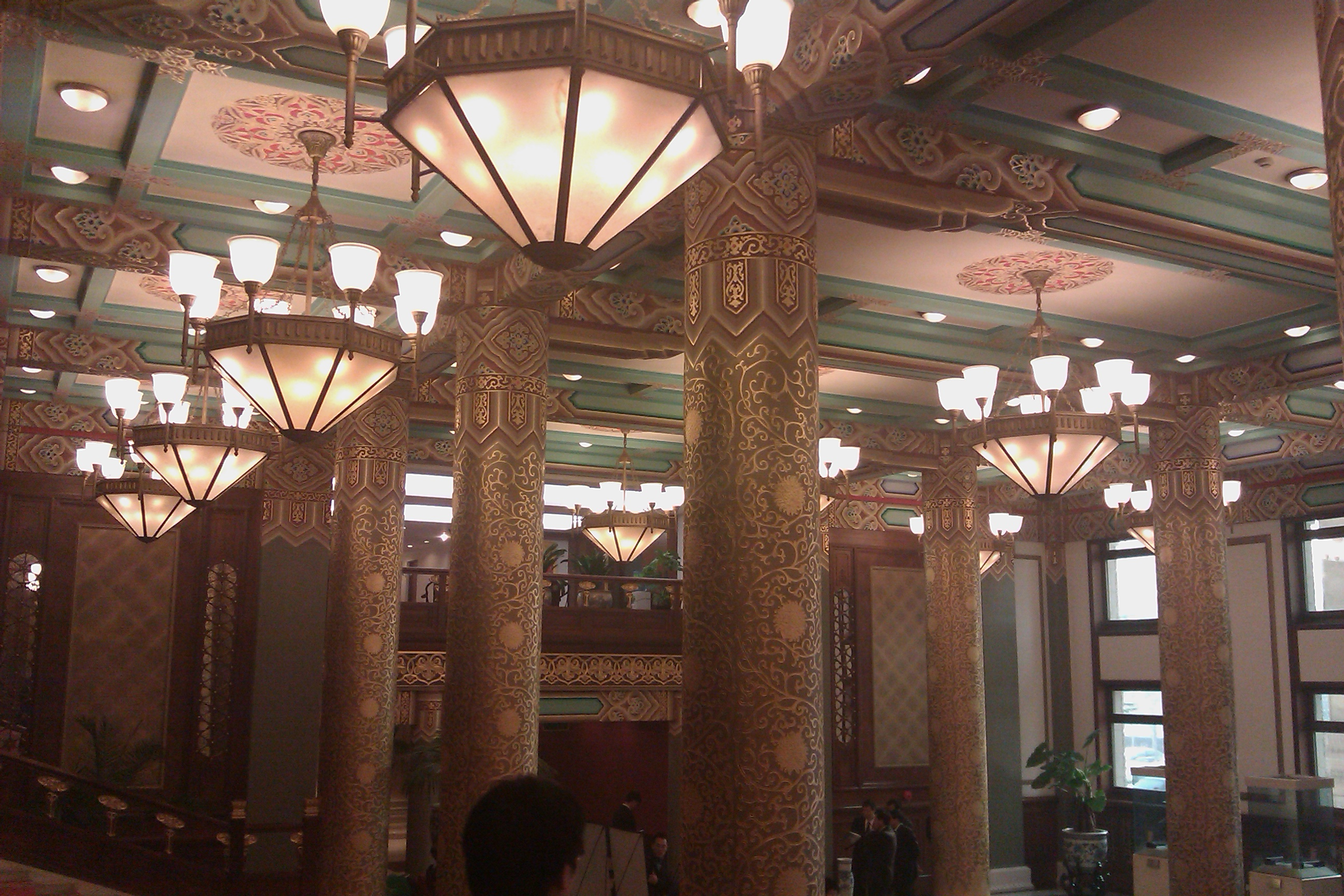
北京饭店C座门厅

1976年7月28日凌晨，唐山大地震发生，北京饭店1000多位中外宾客从睡梦中惊醒，纷纷奔向北京饭店前宽阔的停车大广场。北京饭店的解放军代表、各科室负责人及饭店革委会主任迅速来到停车广场安慰宾客。驻北京饭店负责24小时站岗的解放军一个连队也迅速增加岗哨，并将饭店外围保卫起来。7月29日，北京饭店遵照上级指示，在北京市劳动人民文化宫成立了抗震救灾指挥部，在文化宫的松柏树林里搭建了抗震帐篷，让不愿回国及不想住北京饭店东楼的宾客自愿入住帐篷。7月30日，北京饭店接中央抗震救灾指挥部命令，安排全国人大常委会副委员长宋庆龄、郭沫若、阿沛·阿旺晋美、许德珩住进北京饭店东楼，据说这道命令是国务院总理华国锋直接下达。当时北京饭店里只有东楼有中央空调系统。
1984年，邓小平为北京饭店题写了“北京饭店”店名。
1989年春，不少外国记者住在这座饭店里。在学生运动期间，美联社摄影师杰夫·怀德纳在此拍下了著名的“未知名的反对者”照片。根据张伯笠记述，学生與政府最后的会议就是在这家饭店进行的，但没有达成协议。
1990年9月22日，北京贵宾楼饭店开业，这是与香港霍英东合资建造的五星级饭店，位于北京饭店西楼以西，单独经营。
1998年2月，首旅集团成立，北京饭店是首旅集团的成员企业。1998年至2001年，北京饭店进行了大规模改造，达到国际五星级酒店标准。此次改扩建工程分为两期，一期工程涉及中楼、新中楼、西楼的改扩建，二期工程涉及东楼的改建。
2006年12月1日，北京饭店莱佛士举行开业庆典，北京饭店B座、E座171间客房自此正式委托莱佛士集团管理。当时每套80000元人民币/间夜的总统套房创下了北京各饭店的最高报价。2016年12月1日，北京饭店莱佛士正式更名为北京饭店诺金，由首旅集团和德国凯宾斯基集团合资成立的北京凯燕国际饭店管理有限公司管理。
2006年12月17日，北京饭店被国际奥委会和北京奥组委正式确定为北京2008奥林匹克大家庭总部饭店。2008年北京奥运会赛时阶段，总部饭店成为奥林匹克大家庭主要成员的驻地，及国际奥委会的总部和指挥中心。

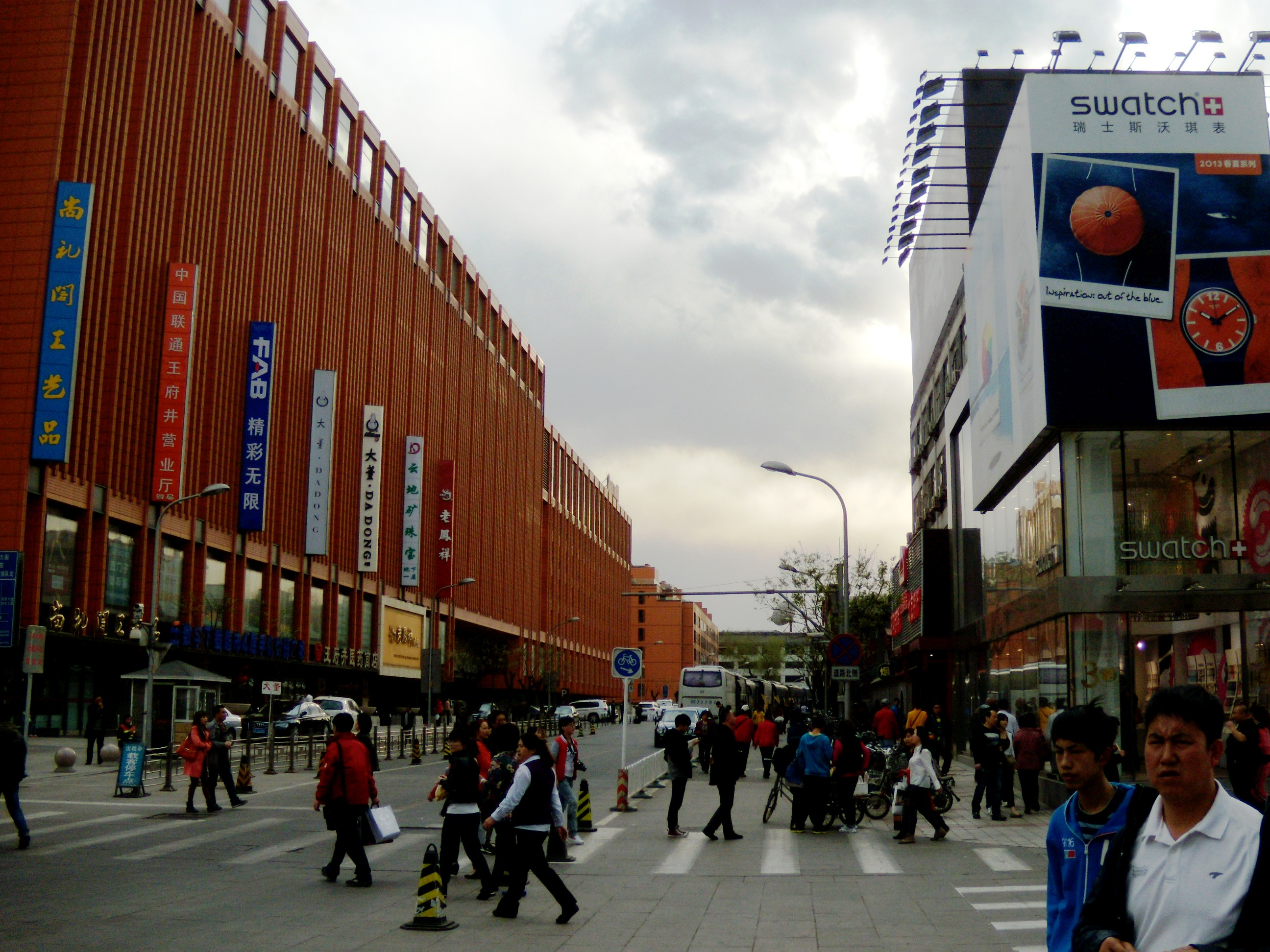
从王府井大街西望大纱帽胡同南侧（图左）的北京饭店二期

2002年起，开始“北京饭店二期改扩建工程”。这是2008年奥运总部饭店的配套工程，项目用地位于北京饭店北侧，项目总用地面积4.41万平方米，总建筑面积约27万平方米，集商业、酒店式服务公寓、会议、停车于一体。2006年4月20日，北京饭店二期改扩建工程开工。2010年5月全部完工。工程基地东到王府井大街，西到晨光街，北到大纱帽胡同，南到霞公府街，基地自东向西分为E3、E4、E5三个地块，地块之间分别有经济东路、百货大楼西侧路穿越。E3、E4地块地面上总建筑面积140078平方米，其中E3地上商业共8层，其西侧自2层跨越经济东路上空与E4地上2层东侧连接。E4地上的会展中心、酒店及酒店式服务公寓共8层。E5地上的豪华公寓共7层。E3、E4、E5地块地下总建筑面积134789平方米，地下共4层，其中地下一、二层东部E3、E4地块地下部分是商业区域；E4、E5地块之间的地下一层有大型SPA功能区；地下三、四层为停车区和机房区，地下三层还担负整个工程的货运功能。共设1250个机动车停车位，全是地下停车，在E4地块地下夹层南侧另设自行车库。地下部分还含3342平方米的老北京饭店回迁机房。北京饭店二期改扩建工程采用中轴布局，沿东西轴线方向按功能组成院落空间，外立面采用竖向大尺度陶板百叶，源自传统竹简，色彩和尺度与原有北京饭店立面相近。竖向外立面形式贯穿全部外围。陶板材料也强调了建筑的时代特征。

## 建筑
北京饭店分为多座建筑，为不同时期建造，风格各异。
- A座：原称东楼，1973年开工，1974年建成。由张镈设计。建筑面积89000平方米，地上20层，地下3层。建筑用地狭窄，正背面均是城市道路，主体客房楼呈“山”字形[11][22][13]。建筑设计要求能抗8级地震。水准在建成时达到国际一流旅游大饭店水平，是当时北京最大、最高、设备最好的饭店[11]。1990年代，由美国设计师设计，对公共空间进行了整改，补充了少量服务设施[20]。
- B座：原称中楼，位于A座西侧，建于1917年，由法国建筑师设计[13]。1931年改建顶层[4]。长84米，进深约22米，地上7层，地下1层，总建筑面积约15000平方米[13]。坐北朝南。砖与钢筋泥凝土结构，具有欧洲近代折衷主义建筑风格。底层层高7.75米，柱上立有拱券，北部正对大门有左右双分式大楼梯。室内装修朴素。立面的凸窗，三层和五层的水平长阳台，以及水平挑檐，都是立面造型的要素。宽窄窗洞的交替处理以及浅米黄色调，使该建筑轻巧富有活力。第七层两翼弧形山墙以及中部拱形窗是1931年增加。中华人民共和国成立后，该建筑重新装修，但正立面除大门改为拱券门外，整体仍为原貌[4]。1981年大修[13]。1990年作为“北京饭店初期建筑”公布为北京市文物保护单位[4]。内有9个名人套房：孙中山套房、李宗仁套房、郭沫若套房、亨利·卡蒂尔-布雷松套房、乔治·萧伯纳套房、蒙哥马利爵士套房、冯玉祥套房、戴高乐套房、张学良套房[5]。

- C座：原称西楼，1953年开工，1954年建成[23]。由戴念慈设计。建筑面积26000平方米[13]。1954年为满足增长的国际交往需要，在北京饭店旧楼西侧建设西楼，定位为接待外国贵宾和举行大型宴会的国家级宾馆，是中华人民共和国成立后长安街上第一幢新建大型宾馆建筑。戴念慈选择了旧楼中最具特色的圆拱大窗、凸窗、铁花栏杆阳台等元素，搭配重组用于新楼设计，并将檐口、窗洞上下线等与旧楼找齐，使新旧建筑融为一体。正中的大门廊高三层，五开间，布满雕饰，顶层用圆卷廊替代了旧楼顶部的圆券窗，使西楼与旧楼有所区别。西楼以西不远即为紫禁城，为相呼应，在屋顶采用小坡檐，两端处理为二重檐楼阁式，四角各建一座重檐攒尖顶小亭，整个建筑还使用了重檐牌楼、雀替等中国传统建筑符号，这都体现了当时要求的民族形式。西楼外墙饰面为水刷石，采用北京本地产的暗红色毛石。西楼的门厅与宴会厅之间缺少过渡，客人进门后不及脱衣帽即达正厅与主人相遇，周恩来曾为此提出批评。但西楼的整体设计仍是成功的，并于1992年获中国建筑学会建筑创作奖[24][23]。2009年获中国建筑学会建国60周年建筑创作大奖[23]。2012年，“北京饭店西楼”被列为北京市东城区普查登记文物。
- D座：位于C座和北京贵宾楼饭店之间[7]。现作为写字楼。D座里还有北京饭店行政办公区[25]。
- E座：原称新中楼，2000年北京饭店改扩建，在B座后面新建了以商务套房及康乐设施为主体的E座[26]。
- E3：东临王府井大街，为10万平方米的购物中心，2012年由首商股份承租，2014年以新燕莎金街购物广场之名开业，后因连年亏损于2020年闭店，租赁协议终止[27]。2023年改建为王府井喜悦购物中心[28]，2023年12月30日重新开业[29]。
- E4（北京饭店国际会展中心、北京万豪行政公寓）：首层分设酒店大堂和会议中心，二层以上全部为酒店式服务公寓。
- E5（霞公府）：地上建筑面积约3.5万平方米，地下设车位。由南、北两栋7层板楼围合而成。